# Большая Черемшанка (Новосибирская область)
Больша́я Черемша́нка — деревня в Колыванском районе Новосибирской области. Входит в состав Новотырышкинского сельсовета.

## География
Площадь деревни — 21 гектар.

## Население
| 2002 | 2007 | 2010 |
| ---- | ---- | ---- |
| 21   | ↗46  | ↘30  |

## Инфраструктура
В деревне по данным на 2007 год отсутствует социальная инфраструктура.